# Eroii Revoluției
Eroii Revoluției – stacja metra w Bukareszcie, na linii M2. Stacja została otwarta w 1986.